# Aero Espresso Italiana
La Società Anonima Aero Espresso Italiana (anche Aeroespresso del Levante) fu la prima compagnia aerea italiana a gestire la rotta Brindisi-Atene-Istanbul.

Francobollo greco dedicato all'Aero Espresso Italiana.

La società, costituita nel 1923 ma operativa dal 1926, aveva sede a Roma ed effettuò trasporto passeggeri e posta aerea internazionali tra gli anni '20 e la metà del decennio successivo. Il 1° giugno 1934 confluì nella Società Aerea Mediterranea.

## Storia

### Genesi complessa (1923-1926)
Aero Espresso Italiana fu fondata a Roma il 12 dicembre 1923. Era il risultato finale di una serie di iniziative e di accordi che si erano andati amalgamando negli anni immediatamente precdenti. Gli agiografi concordano nell'attribuire a Giuseppe Volpi, conte di Misurata, i primi passi concreti. Questo poliedrico personaggio era stato imprenditore e poi Governatore della Tripolitania. Conoscitore dell'area del Mediterraneo e del Medio Oriente, aveva previsto la penetrazione aeronautica francese e britannica in questa porzione geografica del "Mare Nostrum". Forte di conoscenze e appoggi nella COMIT-Banca Commerciale Italiana si adoperò perché fosse creata una compagnia aerea italiana dedicata ai collegamenti tra la Penisola ed il Mediterraneo. Alla presidenza fu chiamato l'ammiraglio Alberto Del Bono mentre nel consiglio di amministrazione sedevano non pochi rappresentanti dell'istituto di credito. Il pilota Giovanni Roberti di Castelvetro fu nominato direttore delle operazioni, coadiuvato da Umberto Maddalena, esperto pilota di velivoli navali.
In data 7 maggio 1924 fu stipulata una convenzione tra il vice commissario per l'aeronautica (in rappresentanza del governo italiano) ed i legali rappresentanti di A.E.I. per l'esercizio di una linea tra l'Italia, la Grecia e la Turchia. Era la cosiddetta Rotta 4 nell'elenco delle concessioni governative, anche conosciuta come "Linea Aerea del Levante". La convenzione fu approvata con il Regio Decreto Legge nº 1815 del 27 luglio 1924. Seguirono lunghe e complesse trattative con i governi di Grecia e Turchia per il rilascio delle rispettive licenze di esercizio e la definizione dei punti esatti di approdo. Significativo il fatto che A.E.I. fu la prima a stipulare una convenzione postale tra l'Italia e l'estero, la prima a collegarsi alle rotte internazionali già operate dalla compagnia francese Compagnie internationale de navigation aérienne (C.I.D.N.A.), della tedesca Deutsche Luft Hansa (DLH) e della britannica Imperial Airways.

### Gli anni 1926-1929
Il primo volo decollò, un poco in sordina, il 1° agosto 1926 da Brindisi in direzione di Atene, Lemno e Istanbul con ai comandi Umberto Maddalena. Il velivolo utilizzato era il Savoia-Marchetti S55C che, fin dall'inizio, manifestò problemi tecnici (potenza insufficiente). La società si avvaleva di quattro idroscali situati a Brindisi (idroscalo civile), ad Atene (Falero), ad Istanbul (Büyükdere, Distretto di Sarıyer). Il periodo sperimentale della rotta Brindisi-Atene-Istanbul fu interrotto il 31 ottobre 1926, dopo che il nuovo governo greco aveva ricusato il precedente accordo, e si concluse temporaneamente il 31 dicembre 1926. Le difficoltà riscontrate dagli S55 portarono alle dimissioni del presidente che fu sostituito da Mino Gianziana, espressione dell'azionista COMIT.
Il 1927 non si aprì in modo positivo perché, in fase di riorganizzazione dell'azienda, avvenne il decesso di Giovanni Roberti di Castelvetro, precipitato nel Lago Maggiore durante il volo di accettazione di un S55. Dopo una sospensione di circa quattro mesi, il 1º maggio la società riprese l'attività sulla rotta già assegnata. La flotta incorporò anche alcuni Dornier "Wal" Cabina in attesa che gli S55 (di cui andranno distrutti tre esemplari) fossero dotati di motori più potenti ed affidabili.

### Gli anni 1930-1934
Il 1° aprile 1930 la rotta per Atene veniva scissa da una diramazione fino a Rodi (idroscalo di Mandracchio) e poi, su richiesta, ad altre isole dell'Egeo, svolgendo così un'intensa attività di trasporto passeggeri e posta/merci.
In quel periodo iniziò la fase di concentrazione delle compagnie aeree italiane ed anche A.E.I. fu inclusa questo processo, fortemente voluto dal governo di Roma. Il 1° giugno 1934 fu integrata nella statale Società Aerea Mediterranea ma continuò ad operare in maniera ancora autonoma fino al 31 agosto 1935. La riorganizzazione già in atto in SAM si era completata il 28 ottobre 1934 nell'adozione del nuovo nome Ala Littoria.

## Flotta
- 11 Dornier Wal[8] (costruiti su licenza da CMASA e Piaggio)
- 1 Macchi M.24bis
- 2 Savoia S.16ter[9]
- 7 Savoia-Marchetti S.55C
- 1 Savoia-Marchetti S.59bis
- 3 Savoia-Marchetti S.66